# U-17サッカー大韓民国女子代表
U-17サッカー大韓民国女子代表は、大韓サッカー協会によって編成される大韓民国のサッカーの17歳以下の女子ナショナルチームである。
20歳以下の選手を対象とするFIFA U-17女子ワールドカップに出場するためのチームである。そのため、FIFA U-17女子ワールドカップ前年のAFC U-16女子選手権にはU-16サッカー大韓民国女子代表と呼称が変わる。

## FIFA U-17 女子ワールドカップ
- 2008 - ベスト8
- 2010 - 優勝
- 2012 - アジア予選敗退
- 2014 - アジア予選敗退
- 2016 - アジア予選敗退
- 2018 - グループリーグ敗退
- 2022 - アジア予選敗退
- 2024 - グループリーグ敗退

## AFC U-16 女子選手権
- 2005 - 4位[1]
- 2007 - 3位
- 2009 - 優勝
- 2011 - 4位
- 2013 - グループリーグ敗退
- 2015 - グループリーグ敗退
- 2017 - 準優勝
- 2019 - グループリーグ敗退
- 2024 - 3位